# Liste des médaillés aux Jeux olympiques d'été de 1932
Cet article liste les athlètes ayant remporté une médaille aux Jeux olympiques d'été de 1932 à Los Angeles aux États-Unis du 30 juillet au 14 août 1932.

## Athlétisme
| Épreuves          | Or                                                                        | Argent                                                                      | Bronze                                                                       |
| ----------------- | ------------------------------------------------------------------------- | --------------------------------------------------------------------------- | ---------------------------------------------------------------------------- |
| Hommes            |                                                                           |                                                                             |                                                                              |
| 100 m             | Eddie Tolan (USA)                                                         | Ralph Metcalfe (USA)                                                        | Arthur Jonath (GER)                                                          |
| 200 m             | Eddie Tolan (USA)                                                         | George Simpson (USA)                                                        | Ralph Metcalfe (USA)                                                         |
| 400 m             | Bill Carr (USA)                                                           | Benjamin Eastman (USA)                                                      | Alex Wilson (CAN)                                                            |
| 800 m             | Tommy Hampson (GBR)                                                       | Alex Wilson (CAN)                                                           | Phil Edwards (CAN)                                                           |
| 1 500 m           | Luigi Beccali (ITA)                                                       | Jerry Cornes (GBR)                                                          | Phil Edwards (CAN)                                                           |
| 5 000 m           | Lauri Lehtinen (FIN)                                                      | Ralph Hill (USA)                                                            | Lauri Virtanen (FIN)                                                         |
| 10 000 m          | Janusz Kusociński (POL)                                                   | Volmari Iso-Hollo (FIN)                                                     | Lauri Virtanen (FIN)                                                         |
| Marathon          | Juan Carlos Zabala (ARG)                                                  | Samuel Ferris (GBR)                                                         | Armas Toivonen (FIN)                                                         |
| 110 m haies       | George Saling (USA)                                                       | Percy Beard (USA)                                                           | Donald Finlay (GBR)                                                          |
| 400 m haies       | Bob Tisdall (IRL)                                                         | Glenn Hardin (USA)                                                          | Morgan Taylor (USA)                                                          |
| 3 000 m steeple   | Volmari Iso-Hollo (FIN)                                                   | Thomas Evenson (GBR)                                                        | Joseph McCluskey (USA)                                                       |
| Relais 4 × 100 m  | États-Unis Hector Dyer Robert Kiesel Emmett Toppino Frank Wykoff          | Allemagne Erich Borchmeyer Friedrich Hendrix Arthur Jonath Helmut Körnig    | Italie Giuseppe Castelli Ruggero Maregatti Gabriele Salviati Edgardo Toetti  |
| Relais 4 × 400 m  | États-Unis Edgar Ablowich Bill Carr Ivan Fuqua Karl Warner                | Grande-Bretagne David Burghley Tommy Hampson Godfrey Rampling Crew Stoneley | Canada James Ball Phil Edwards Ray Lewis Alex Wilson                         |
| 50 km marche      | Thomas William Green (GBR)                                                | Jānis Daliņš (LAT)                                                          | Ugo Frigerio (ITA)                                                           |
| Saut en hauteur   | Duncan McNaughton (CAN)                                                   | Robert Van Osdel (USA)                                                      | Simeon Toribio (PHI)                                                         |
| Saut à la perche  | William Miller (USA)                                                      | Shūhei Nishida (JPN)                                                        | George Jefferson (USA)                                                       |
| Saut en longueur  | Ed Gordon (USA)                                                           | Lambert Redd (USA)                                                          | Chūhei Nanbu (JPN)                                                           |
| Triple saut       | Chūhei Nanbu (JPN)                                                        | Erik Svensson (SWE)                                                         | Kenkichi Oshima (JPN)                                                        |
| Lancer du poids   | Leo Sexton (USA)                                                          | Harlow Rothert (USA)                                                        | František Douda (TCH)                                                        |
| Lancer du disque  | John Anderson (USA)                                                       | Henri LaBorde (USA)                                                         | Paul Winter (FRA)                                                            |
| Lancer du marteau | Pat O'Callaghan (IRL)                                                     | Ville Pörhölä (FIN)                                                         | Peter Zaremba (USA)                                                          |
| Lancer du javelot | Matti Järvinen (FIN)                                                      | Matti Sippala (FIN)                                                         | Eino Penttilä (FIN)                                                          |
| Décathlon         | James Bausch (USA)                                                        | Akilles Järvinen (FIN)                                                      | Wolrad Eberle (GER)                                                          |
| Femmes            |                                                                           |                                                                             |                                                                              |
| 100 m             | Stanisława Walasiewicz (POL)                                              | Hilda Strike (CAN)                                                          | Wilhelmina von Bremen (USA)                                                  |
| 80 m haies        | Mildred Didrikson (USA)                                                   | Evelyne Hall (USA)                                                          | Marjorie Clark (RSA)                                                         |
| Relais 4 × 100 m  | États-Unis Mary Carew Evelyn Furtsch Annette Rogers Wilhelmina von Bremen | Canada Mary Frizzell Mildred Fizzell Lillian Palmer Hilda Strike            | Grande-Bretagne Nellie Halstead Eileen Hiscock Gwendoline Porter Violet Webb |
| Saut en hauteur   | Jean Shiley (USA)                                                         | Mildred Didrikson (USA)                                                     | Eva Dawes (CAN)                                                              |
| Lancer du disque  | Lillian Copeland (USA)                                                    | Ruth Osburn (USA)                                                           | Jadwiga Wajs (POL)                                                           |
| Lancer du javelot | Mildred Didrikson (USA)                                                   | Ellen Braumüller (GER)                                                      | Tilly Fleischer (GER)                                                        |

## Aviron
| Épreuves            | Or | Argent | Bronze |
| ------------------- | --- | --- | --- |
| Hommes              | | | |
| Skiff               | Bobby Pearce (AUS) | William Miller (USA) | Guillermo Douglas (URU) |
| Deux de couple      | États-Unis William Gilmore Kenneth Myers | Allemagne Gerhard Boetzelen Herbert Buhtz | Canada Noël de Mille Charles Pratt |
| Deux sans barreur   | Grande-Bretagne Lewis Clive Arthur Edwards | Nouvelle-Zélande Cyril Alec Stiles Fredrick Houghton Thompson                                                                                      | Pologne Henryk Budzinski Jan Mikolajczak                                                                                                  |
| Deux avec barreur   | États-Unis Edward Jennings Charles Kieffer Joseph Schauers                                                                                        | Pologne Jerzy Braun Jerzy Skolimowski Janusz Ślązak                                                                                                | France Pierre Brunet Anselme Brusa André Giriat                                                                                           |
| Quatre sans barreur | Grande-Bretagne John Badcock Jack Beresford Hugh Edwards Rowland George                                                                           | Allemagne Karl Aletter Walter Flinsch Ernst Gaber Hans Maier                                                                                       | Italie Francesco Cossu Giliante D'Este Antonio Garzoni Provenzani Antonio Ghiardello                                                      |
| Quatre avec barreur | Allemagne Hans Eller Karl Heinz Newmann Horst Hoeck Walter Meyer Joachim Spremberg                                                                | Italie Riccardo Divora Giovanni Plazzer Bruno Parovel Giovanni Scher Bruno Vattovaz                                                                | Pologne Jerzy Braun Edward Kobylinski Jerzy Skolimowski Janusz Ślązak Stanislaw Urban                                                     |
| Huit                | États-Unis James Blair Charles Chandler David Dunlap Norris Graham Duncan Gregg Winslow Hall (rameur) Burton Jastram Edwin Salisbury Harold Tower | Italie Mario Balleri Renato Barbieri Dino Barsotti Renato Bracci Vittorio Cioni Guglielmo Del Bimbo Enrico Garzelli Cesare Milani Roberto Vestrini | Canada Donald Boal Earl Eastwood Harry Fry Joseph Harris Cedric Liddell George MacDonald Stanley Stanyar Albert H. Taylor William Thoburn |

## Boxe
| Épreuves                         | Or                     | Argent                   | Bronze                |
| -------------------------------- | ---------------------- | ------------------------ | --------------------- |
| Hommes                           |                        |                          |                       |
| Poids mouches Moins de 50,8 kg   | István Énekes (HUN)    | Francisco Cabañas (MEX)  | Louis Salica (USA)    |
| Poids coqs Moins de 53,5 kg      | Horace Gwynne (CAN)    | Hans Ziglarski (GER)     | José Villanueva (PHI) |
| Poids plumes Moins de 57,2 kg    | Carmelo Robledo (ARG)  | Josef Schleinkofer (GER) | Allan Carlsson (SWE)  |
| Poids légers Moins de 61,2 kg    | Lawrence Stevens (RSA) | Thure Ahlqvist (SWE)     | Nathan Bor (USA)      |
| Poids welters Moins de 66,7 kg   | Edward Flynn (USA)     | Erich Campe (GER)        | Bruno Ahlberg (FIN)   |
| Poids moyens Moins de 72,6 kg    | Carmen Barth (USA)     | Amado Azar (ARG)         | Ernest Peirce (RSA)   |
| Poids mi-lourds Moins de 79,4 kg | Dave Carstens (RSA)    | Gino Rossi (ITA)         | Peter Jørgensen (DEN) |
| Poids lourds Plus de 79,4 kg     | Santiago Lovell (ARG)  | Luigi Rovati (ITA)       | Frederick Feary (USA) |

## Cyclisme

### Piste
| Épreuves              | Or                                                                | Argent                                                                 | Bronze                                                                        |
| --------------------- | ----------------------------------------------------------------- | ---------------------------------------------------------------------- | ----------------------------------------------------------------------------- |
| Hommes                |                                                                   |                                                                        |                                                                               |
| Kilomètre             | Dunc Gray (AUS)                                                   | Jacobus van Egmond (NED)                                               | Charles Rampelberg (FRA)                                                      |
| Vitesse individuelle  | Jacobus van Egmond (NED)                                          | Louis Chaillot (FRA)                                                   | Bruno Pellizzari (ITA)                                                        |
| Poursuite par équipes | Italie Nino Borsari Marco Cimatti Alberto Ghilardi Paolo Pedretti | France Paul Chocque Amédée Fournier René Le Grevès Henri Mouillefarine | Grande-Bretagne William Harvell Charles Holland Ernest Johnson Frank Southall |
| Tandem                | France Louis Chaillot Maurice Perrin                              | Grande-Bretagne Ernest Chambers John Sibbit                            | Danemark Harald Christensen Willy Gervin                                      |

### Route
| Épreuves           | Or                                                   | Argent                                           | Bronze                                      |
| ------------------ | ---------------------------------------------------- | ------------------------------------------------ | ------------------------------------------- |
| Hommes             |                                                      |                                                  |                                             |
| Course en ligne    | Attilio Pavesi (ITA)                                 | Guglielmo Segato (ITA)                           | Bernhard Britz (SWE)                        |
| Course par équipes | Italie Giuseppe Olmo Attilio Pavesi Guglielmo Segato | Danemark Henry Hansen Leo Nielsen Frode Sørensen | Suède Arne Berg Bernhard Britz Sven Höglund |

## Équitation
| Épreuves                     | Or | Argent | Bronze                                                                                      |
| ---------------------------- | --- | --- | ------------------------------------------------------------------------------------------- |
| Concours complet individuel  | Charles Pahud de Mortanges (NED) sur Ferdinand                                                                    | Earl Foster Thomson (USA) sur Jenny Camp                                                                       | Clarence von Rosen Jr. (SWE) sur Sunnyside Maid                                             |
| Concours complet par équipes | États-Unis Edwin Argo sur Honolulu Tomboy Harry Chamberlin sur Pleasant Smiles Earl Foster Thomson sur Jenny Camp | Pays-Bas Charles Pahud de Mortanges sur Marcroix Karel Schummelketel sur Duiveltje Aernout van Lennep sur Henk | non décernée                                                                                |
| Dressage individuel          | Xavier Lesage (FRA) sur Taine                                                                                     | Charles Marion (FRA) sur Linon                                                                                 | Hiram Tuttle (USA) sur Olimpic                                                              |
| Dressage par équipes         | France André Jousseaume sur Sorelta Xavier Lesage sur Taine Charles Marion sur Linon                              | Suède Gustaf Adolf Boltenstern, Jr. sur Ingo Thomas Byström sur Gulliver Bertil Sandström sur Kreta            | États-Unis Isaac Kitts sur American Lady Alvin Moore sur Water Pat Hiram Tuttle sur Olympic |
| Saut d'obstacles individuel  | Takeichi Nishi (JPN) sur Uranus                                                                                   | Harry Chamberlin (USA) sur Show Girl                                                                           | Clarence von Rosen Jr. (SWE) sur Empire                                                     |

## Escrime
| Épreuves            | Or | Argent                                                                                                | Bronze |
| ------------------- | --- | --- | --- |
| Hommes              | | | |
| Épée individuelle   | Giancarlo Cornaggia-Medici (ITA)                                                                      | Georges Buchard (FRA)                                                                                 | Carlo Agostoni (ITA) |
| Épée par équipes    | France Georges Buchard Philippe Cattiau Fernand Jourdant Jean Piot Bernard Schmetz Georges Tainturier | Italie Carlo Agostoni Giancarlo Cornaggia-Medici Renzo Minoli Saverio Ragno Franco Riccardi           | États-Unis George Charles Calnan Miguel de Capriles Gustave Marinius Heiss Tracy Jaeckel Frank Stahl Jr. Righeimer Curtis Charles Shears |
| Fleuret individuel  | Gustavo Marzi (ITA)                                                                                   | Joseph L. Levis (USA)                                                                                 | Giulio Gaudini (ITA) |
| Fleuret par équipes | France René Bondoux René Bougnol Philippe Cattiau Edward Gardère René Lemoine Jean Piot               | Italie Giulio Gaudini Gioacchino Guaragna Gustavo Marzi Giorgio Pessina Ugo Pignotti Rodolfo Terlizzi | États-Unis Hugh Vincent Alessandroni George Charles Calnan Dernell Every Joseph L. Levis Frank Stahl Jr. Righeimer Richard Clarke Steere |
| Sabre individuel    | György Piller (HUN)                                                                                   | Giulio Gaudini (ITA)                                                                                  | Endre Kabos (HUN) |
| Sabre par équipes   | Hongrie Aladár Gerevich Gyula Glykais Endre Kabos Ernő Nagy Attila Petschauer György Piller           | Italie Renato Anselmi Arturo De Vecchi Giulio Gaudini Gustavo Marzi Ugo Pignotti Emilio Salafia       | Pologne Władysław Dobrowolski Tadeusz Friedrich Leszek Lubicz-Nycz Adam Papée Władysław Segda Marian Suski                               |
| Femmes              | | | |
| Fleuret individuel  | Ellen Müller-Preis (AUT)                                                                              | Judy Guinness (GBR)                                                                                   | Erna Bogen (HUN) |

## Gymnastique
| Épreuves                    | Or                                                                                | Argent                                                                            | Bronze                                                                                              |
| --------------------------- | --------------------------------------------------------------------------------- | --------------------------------------------------------------------------------- | --------------------------------------------------------------------------------------------------- |
| Hommes                      |                                                                                   |                                                                                   | |
| Concours par équipes        | Italie Oreste Capuzzo Savino Guglielmetti Mario Lertora Romeo Neri Franco Tognini | États-Unis Frank Cumiskey Frank Haubold Al Jochim Frederick Meyer Michael Schuler | Finlande Mauri Nyberg-Noroma Veikko Pakarinen Heikki Savolainen Einari Teräsvirta Martti Uosikkinen |
| Concours général individuel | Romeo Neri (ITA)                                                                  | István Pelle (HUN)                                                                | Heikki Savolainen (FIN)                                                                             |
| Sol                         | István Pelle (HUN)                                                                | Georges Miez (SUI)                                                                | Mario Lertora (ITA)                                                                                 |
| Cheval d'arçon              | István Pelle (HUN)                                                                | Omero Bonoli (ITA)                                                                | Frank Haubold (USA)                                                                                 |
| Anneaux                     | George Gulack (USA)                                                               | William Denton (USA)                                                              | Giovanni Lattuada (ITA)                                                                             |
| Saut de cheval              | Savino Guglielmetti (ITA)                                                         | Al Jochim (USA)                                                                   | Edward Carmichael (USA)                                                                             |
| Barres parallèles           | Romeo Neri (ITA)                                                                  | István Pelle (HUN)                                                                | Heikki Savolainen (FIN)                                                                             |
| Barre fixe                  | Dallas Bixler (USA)                                                               | Heikki Savolainen (FIN)                                                           | Einari Teräsvirta (FIN)                                                                             |
| Montée à la corde           | Raymond Bass (USA)                                                                | William Galbraith (USA)                                                           | Thomas Connelly (USA)                                                                               |
| Indienne                    | George Roth (USA)                                                                 | Philip Erenberg (USA)                                                             | William Kuhlemeier (USA)                                                                            |
| Tumbling                    | Rowland Wolfe (USA)                                                               | Edward Gross (USA)                                                                | William Herrmann (USA)                                                                              |

## Haltérophilie
| Épreuves         | Or                    | Argent                 | Bronze                   |
| ---------------- | --------------------- | ---------------------- | ------------------------ |
| Hommes           |                       |                        |                          |
| Moins de 60 kg   | Raymond Suvigny (FRA) | Hans Wölpert (GER)     | Anthony Terlazzo (USA)   |
| Moins de 67,5 kg | René Duverger (FRA)   | Hans Haas (AUT)        | Gastone Pierini (ITA)    |
| Moins de 75 kg   | Rudolf Ismayr (GER)   | Carlo Galimberti (ITA) | Karl Hipfinger (AUT)     |
| Moins de 82,5 kg | Louis Hostin (FRA)    | Svend Olsen (DEN)      | Henry Duey (USA)         |
| Plus de 82,5 kg  | Jaroslav Skobla (TCH) | Václav Pšenička (TCH)  | Josef Strassberger (GER) |

## Hockey sur gazon
| Épreuves         | Or | Argent | Bronze |
| ---------------- | --- | --- | --- |
| Tournoi masculin | Inde Richard Allen Muhammad Aslam Lal Bokhari Frank Brewin Richard Carr Dhyan Chand Leslie Hammond Arthur Hind Sayed Jaffar Masud Minhas Broome Pinniger Gurmit Singh Kullar Roop Singh William Sullivan Carlyle Tapsell | Japon Shunkichi Hamada Junzo Inohara Sadayoshi Kobayashi Haruhiko Kon Kenichi Konishi Hiroshi Nagata Eiichi Nakamura Yoshio Sakai Katsumi Shibata Akio Sohda Toshio Usami | États-Unis William Boddington Harold Brewster Roy Coffin Amos Deacon Horace Disston Samuel Ewing James Gentle Henry Greer Lawrence Knapp David McMullin Leonard O'Brien Charles Sheaffer Frederick Wolters |

## Lutte

### Gréco-romaine
| Épreuves       | Or                    | Argent                 | Bronze                 |
| -------------- | --------------------- | ---------------------- | ---------------------- |
| Hommes         |                       |                        |                        |
| Moins de 56 kg | Jakob Brendel (GER)   | Marcello Nizzola (ITA) | Louis François (FRA)   |
| Moins de 61 kg | Giovanni Gozzi (ITA)  | Wolfgang Ehrl (GER)    | Lauri Koskela (FIN)    |
| Moins de 66 kg | Erik Malmberg (SWE)   | Abraham Kurland (DEN)  | Eduard Sperling (GER)  |
| Moins de 72 kg | Ivar Johansson (SWE)  | Väinö Kajander (FIN)   | Ercole Gallegati (ITA) |
| Moins de 79 kg | Väinö Kokkinen (FIN)  | Jean Földeák (GER)     | Axel Cadier (SWE)      |
| Moins de 87 kg | Rudolf Svensson (SWE) | Onni Pellinen (FIN)    | Mario Gruppioni (ITA)  |
| Plus de 87 kg  | Carl Westergren (SWE) | Josef Urban (TCH)      | Nikolaus Hirschl (AUT) |

### Libre
| Épreuves       | Or                       | Argent                 | Bronze                 |
| -------------- | ------------------------ | ---------------------- | ---------------------- |
| Hommes         |                          |                        |                        |
| Moins de 56 kg | Robert Pearce (USA)      | Ödön Zombori (HUN)     | Aatos Jaskari (FIN)    |
| Moins de 61 kg | Kustaa Pihlajamäki (FIN) | Edgar Nemir (USA)      | Einar Karlsson (SWE)   |
| Moins de 66 kg | Charles Pacôme (FRA)     | Károly Kárpáti (HUN)   | Gustaf Klarén (SWE)    |
| Moins de 72 kg | Jack van Bebber (USA)    | Daniel MacDonald (CAN) | Eino Leino (FIN)       |
| Moins de 79 kg | Ivar Johansson (SWE)     | Kyösti Luukko (FIN)    | József Tunyogi (HUN)   |
| Moins de 87 kg | Peter Mehringer (USA)    | Thure Sjöstedt (SWE)   | Eddie Scarf (AUS)      |
| Plus de 87 kg  | Johan Richthoff (SWE)    | Jack Riley (USA)       | Nikolaus Hirschl (AUT) |

## Natation
| Épreuves                    | Or                                                                    | Argent                                                              | Bronze                                                               |
| --------------------------- | --------------------------------------------------------------------- | ------------------------------------------------------------------- | -------------------------------------------------------------------- |
| Hommes                      |                                                                       |                                                                     |                                                                      |
| 100 m nage libre            | Yasuji Miyazaki (JPN)                                                 | Tatsugo Kawaishi (JPN)                                              | Albert Schwartz (USA)                                                |
| 400 m nage libre            | Buster Crabbe (USA)                                                   | Jean Taris (FRA)                                                    | Tsutomu Oyokota (JPN)                                                |
| 1 500 m nage libre          | Kusuo Kitamura (JPN)                                                  | Shozo Makino (JPN)                                                  | Jim Cristy (USA)                                                     |
| 100 m dos                   | Masaji Kiyokawa (JPN)                                                 | Toshio Irie (JPN)                                                   | Kentaro Kawatsu (JPN)                                                |
| 200 m brasse                | Yoshiyuki Tsuruta (JPN)                                               | Reizo Koike (JPN)                                                   | Teofilo Yldefonso (PHI)                                              |
| Relais 4 × 200 m nage libre | Japon Yasuji Miyazaki Hisakichi Toyoda Takashi Yokoyama Masanori Yusa | États-Unis Frank Booth George Fissler Maiola Kalili Manuella Kalili | Hongrie István Bárány László Szabados András Székely András Wanié    |
| Femmes                      |                                                                       |                                                                     |                                                                      |
| 100 m nage libre            | Helene Madison (USA)                                                  | Willy den Ouden (NED)                                               | Eleanor Saville (USA)                                                |
| 400 m nage libre            | Helene Madison (USA)                                                  | Lenore Kight (USA)                                                  | Jenny Maakal (RSA)                                                   |
| 100 m dos                   | Eleanor Holm (USA)                                                    | Philomena Mealing (AUS)                                             | Valerie Davies (GBR)                                                 |
| 200 m brasse                | Clare Dennis (AUS)                                                    | Hideko Maehata (JPN)                                                | Else Jacobsen (DEN)                                                  |
| Relais 4 × 100 m nage libre | États-Unis Helen Johns Helene Madison Josephine McKim Eleanor Saville | Pays-Bas Willy den Ouden Corrie Laddé Puck Oversloot Marie Vierdag  | Grande-Bretagne Joyce Cooper Valerie Davies Edna Hughes Helen Varcoe |

## Pentathlon moderne
| Épreuves   | Or                              | Argent           | Bronze             |
| ---------- | ------------------------------- | ---------------- | ------------------ |
| Hommes     |                                 |                  |                    |
| Individuel | Johan Gabriel Oxenstierna (SWE) | Bo Lindman (SWE) | Richard Mayo (USA) |

## Plongeon
| Épreuves        | Or                         | Argent                 | Bronze                |
| --------------- | -------------------------- | ---------------------- | --------------------- |
| Hommes          |                            |                        |                       |
| Tremplin à 3 m  | Michael Galitzen (USA)     | Harold Smith (USA)     | Richard Degener (USA) |
| Haut-vol à 10 m | Harold Smith (USA)         | Michael Galitzen (USA) | Frank Kurtz (USA)     |
| Femmes          |                            |                        |                       |
| Tremplin à 3 m  | Georgia Coleman (USA)      | Katherine Rawls (USA)  | Jane Fauntz (USA)     |
| Haut-vol à 10 m | Dorothy Poynton-Hill (USA) | Georgia Coleman (USA)  | Marion Roper (USA)    |

## Tir
| Épreuves                         | Or                    | Argent             | Bronze                      |
| -------------------------------- | --------------------- | ------------------ | --------------------------- |
| Mixte                            |                       |                    |                             |
| Carabine à 50 m position couchée | Bertil Rönnmark (SWE) | Gustavo Huet (MEX) | Zoltán Soós-Hradetzky (HUN) |
| Pistolet à 25 m tir rapide       | Renzo Morigi (ITA)    | Heinz Hax (GER)    | Domenico Matteucci (ITA)    |

## Voile
| Épreuves                 | Or | Argent | Bronze                                                            |
| ------------------------ | --- | --- | ----------------------------------------------------------------- |
| Mixte                    | | |                                                                   |
| Dériveur 12 pieds        | Jacques Lebrun (FRA) | Bob Maas (NED)                                                                                                | Santiago Amat (ESP)                                               |
| Classe Star              | États-Unis Gilbert Gray Andrew Libano | Grande-Bretagne George Colin Ratsey Peter Jaffe                                                               | Suède Gunnar Asther Daniel Sundén-Cullberg                        |
| 6 m Jauge internationale | Suède Olle Åkerlund Åke Bergqvist Martin Hindorff Tore Holm | États-Unis Temple Ashbrook Robert Carlson Frederic Conant Emmett Davis Charles Smith Donald Wills Douglas Jr. | Canada Gardner Boultbee Kenneth Glass Philip Rogers Gerald Wilson |
| 8 m Jauge internationale | États-Unis John Biby Alphonse Burnand Kenneth Carey Owen Churchill William Cooper Pierpont Davis Carl Dorsey John Huettner Richard Moore Alan Morgan Robert Sutton Thomas Webster | Canada Ernest Cribb Peter Gordon George Gyles Harry Jones Ronald Maitland Hubert Wallace                      | non décernée                                                      |

## Water-polo
| Épreuves         | Or | Argent | Bronze |
| ---------------- | --- | --- | --- |
| Tournoi masculin | Hongrie István Barta György Bródy Olivér Halassy Márton Homonnai Sándor Ivády Alajos Keserű Ferenc Keserű János Németh Miklós Sárkány József Vértesy | Allemagne Emil Benecke Otto Cordes Johann Eckstein Fritz Gunst Erich Rademacher Joachim Rademacher Heiko Schwartz Hans Schulze (en) | États-Unis Austin Clapp Philip Daubenspeck Charles Finn Harold McAllister Wallace O'Connor Calvert Strong Herbert Wildman |

## Athlètes les plus médaillés
| Athlète           | Pays       | Sport       | Médaille d'or, Jeux olympiques | Médaille d'argent, Jeux olympiques | Médaille de bronze, Jeux olympiques | Total |
| Helene Madison    | États-Unis | Natation    | 3                              | 0                                  | 0                                   | 3     |
| Romeo Neri        | Italie     | Gymnastique | 3                              | 0                                  | 0                                   | 3     |
| István Pelle      | Hongrie    | Gymnastique | 2                              | 2                                  | 0                                   | 4     |
| Gustavo Marzi     | Italie     | Escrime     | 1                              | 2                                  | 0                                   | 3     |
| Giulio Gaudini    | Italie     | Escrime     | 0                              | 3                                  | 1                                   | 4     |
| Heikki Savolainen | Finlande   | Gymnastique | 0                              | 1                                  | 3                                   | 4     |
| Alex Wilson       | Canada     | Athlétisme  | 0                              | 1                                  | 2                                   | 3     |
| Phil Edwards      | Canada     | Athlétisme  | 0                              | 0                                  | 3                                   | 3     |